# Club Venus
Club Venus（クラブ・ヴィーナス）はスターダムで活動していた白川未奈を中心とした女子プロレスのユニット。
「E neXus V」の源流となるユニットである。

## 歴史
2022年
12月29日、COSMIC ANGELSの白川未奈が怪我からの復帰戦を行う。その入場の際に、ザイヤ・ブルックサイド、マライア・メイを伴って登場した。試合後、白川がこの日タッグを組んでいたウナギ・サヤカを急襲。そして、ザイヤとマライヤをリングに呼び出し、クラブ・ヴィーナスの結成を発表。同タッグチームでTRIANGLE DERBY Iに参加することを発表した。通訳には同じくコズエンの月山和香が指名され、行動を共にする。なお、ザイヤ、マライヤの両者はコズエンではないとした。
2023年
1月3日、TRIANGLE DERBY I初戦で月山&網倉理奈&櫻井裕子組に勝利し、初戦を飾る。なお、外国人選手が複数人参戦したのは、2020年3月以来となった。その後、29日までに7試合を行い、4勝3敗と勝ち越してリーグを終え、さらに、シリーズ途中に週刊プロレスで表紙を飾った。なお、ザイヤはこのシリーズを持って帰国した。
3月26日、CINDERELLA TOURNAMENT 2023の残り一枠並びにCVの新メンバーとしてジーナが登場した。また、4月6日には元NXTのジェシーが加入。わずか10日ほどで二人が加入した。
4月15日、白川がコズエンとしてドンナ・デル・モンドと対戦。その試合後、白川がコズエンからの独立を宣言した。また、セコンドに就いていた月山もコズエンから脱退し、白川に追従することを発表した。
4月23日、白川が上谷沙弥が持つワンダー・オブ・スターダム王座に挑戦し勝利。ユニットとして初の王座戴冠となった。6月末までにジーナとジェシーが帰国したため、7月以降は事実上3人体制となる。さらに10月1日にはマライア・メイもスターダム参戦を終え帰国し、白川と月山の2人体制になるが、11月に月山が腰ヘルニアで離脱し、Club Venusとして活動するレスラーが一時的に白川のみになり、機能不全状態となる。
2024年
1月20日、月山の復帰戦として、白川＆月山対舞華＆HANAKO戦が行われ、月山が舞華に敗れる。試合後、舞華が白川に共闘を申し込み、白川は承諾。さらに、HANAKOもユニットに加わり、再来日したジーナも加わった。但し舞華はClub Venus入りに関しては拒否しており、新ユニット結成の形をとったため、Club Venusは発展的解散。新ユニット「E neXus V」に引き継がれることとなった。
4月4日、フィラデルフィア大会にて初期メンバーの白川、ザイヤ、マライアがタッグを組み、一夜限りの復活を遂げた。

## 歴代メンバー
| メンバー               | 加入           | 備考                       |
| ---------------------- | -------------- | -------------------------- |
| 白川未奈               | 2022年12月29日 | 初期メンバー、リーダー     |
| ザイヤ・ブルックサイド | 2022年12月29日 | 初期メンバー、フリーランス |
| マライア・メイ         | 2022年12月29日 | 初期メンバー               |
| ジーナ                 | 2023年3月26日  | フリーランス               |
| ジェシー               | 2023年4月6日   | フリーランス               |
| 月山和香               | 2023年4月15日  |                            |